# هارالد هاینکه
هارالد هاینکه (آلمانی: Harald Heinke؛ زادهٔ ۱۵ مهٔ ۱۹۵۵) جودوکار اهل آلمان بود.